# Laško (bier)
Laško is een Sloveens biermerk, gebrouwen door brouwerij Laško te Laško. Het bestaat sinds 1825 en is een van de bekendste Sloveense biermerken.
In 2015 werd de brouwerij overgenomen door Heineken, waardoor het bier een merknaam van Heineken werd.

## Merken
- Laško Zlatorog
- Laško Eliksir
- Laško Dark
- Laško Light
- Laško Jubilejnik
- Laško Club
- Laško Trim
- Laško Malt
- Laško Radler